# Chamalycaeus takahashii
Chamalycaeus takahashii é uma espécie de gastrópode  da família Alycaeidae.
É endémica de Japão.